# 邓菽原
邓菽原，凤阳人，清朝政治人物。

## 生平
邓菽原曾于咸丰年间(1851～1861年)接替嘉恒任建宁府知府一职，咸丰初(约1851年)由周揆源接任。